# Terebellum

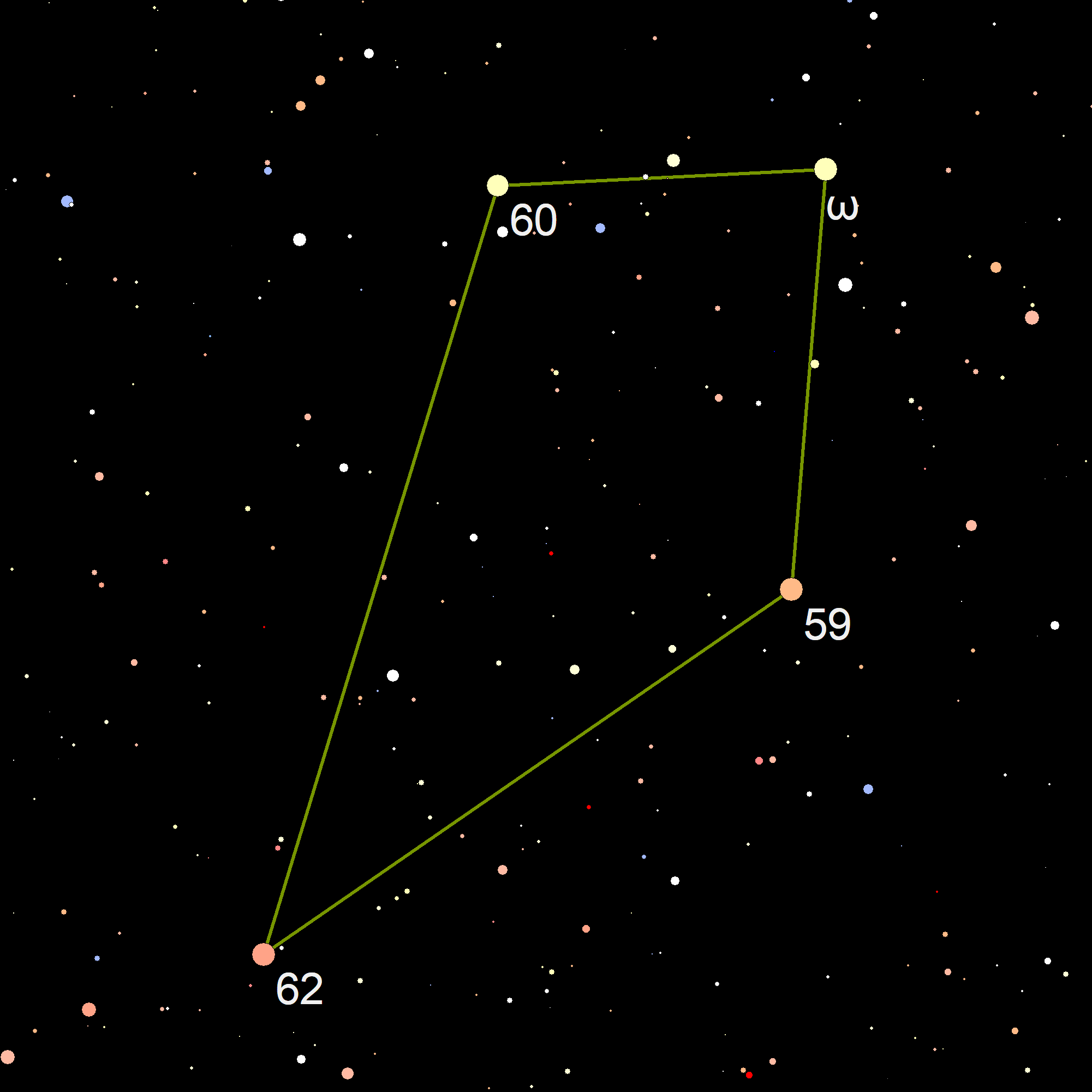
Imatge del quadrilàter Terebellum.

El Terebellum és un quadrilàter d'estels situat a la constel·lació del Sagitari. Els quatre estels que el formen són de cinquena magnitud, amb una separació visual entre ells inferior a dos graus. No estan gravitacionalment lligades entre si, ja que s'hi troben a diferents distàncies respecte a la Terra, per la qual cosa constitueixen un asterisme.

## Components
62 Sagittarii és l'estel més brillant de l'asterisme amb magnitud mitjana +4,51; és una variable irregular la lluentor de la qual fluctua entre +4,45 i +4,64. ω Sagittarii, distant 77,6 anys llum del Sistema Solar, és la més propera.
| Estel         | Denominació de Flamsteed | Magnitud aparent | Tipus Espectral | Distància (Anys llum) |
| ------------- | ------------------------ | ---------------- | --------------- | --------------------- |
| ω Sagittarii  | 58 Sagittarii            | 4,70             | G5IV            | 77,6                  |
| b1 Sagittarii | 59 Sagittarii            | 4,54             | K2IIb           | 1200 (aprox)          |
| A Sagittarii  | 60 Sagittarii            | 4,85             | G5III           | 340                   |
| c Sagittarii  | 62 Sagittarii            | 4,51             | M4III           | 448                   |

* Tipus espectrals i magnituds aparents procedents de la base de dades SIMBAD.